# 하시우치 료마
하시우치 료마(일본어: 橋内 竜真, 1989년 4월 22일 ~ )는 일본의 전 축구 선수이다.

## 구단 경력
과거 FC 기후에서 활동하였다.